# Клайд (футбольный клуб)
«Клайд» (англ. и скотс Clyde F.C.) — шотландский футбольный клуб из города Камбернолд, выступающий в шотландской Лиге 2, четвёртом по силе дивизионе страны. Основан в 1877 году. В 1891 году присоединился к Футбольной лиге Шотландии. Домашние матчи временно проводит на арене «Нью Дуглас Парк» в Гамильтоне, вмещающем 6 018 зрителей, и ожидает переезда на свой новый стадион в Глазго. «Клайд» является трёхкратным обладателем Кубка Шотландии и трёхкратным финалистом этого турнира. Последний раз клуб играл в высшем дивизионе в 1975 году.
Клуб полностью принадлежит его болельщикам.

## Достижения
- Кубок Шотландии:
  - Обладатель (3): 1938/39, 1954/55, 1957/58.
  - Финалист (3): 1909/10, 1911/12, 1948/49.
- Кубок Вызова:
  - Финалист (3): 2006/07
- Шотландский чемпионшип[3]:
  - Победитель (5): 1904/05, 1951/52, 1956/57, 1961-62, 1972/73.
  - Второе место (6): 1903/04, 1895/06, 1924/26, 1963/64, 2002/03, 2003/04
- Шотландская первая лига[4]:
  - Победитель: 1977/78, 1981/82, 1992/93, 1999/00.
- Шотландская вторая лига:
  - Второе место: 2018/19.

## Известные тренеры
- Крейг Браун
- Колин Хендри
- Билли Макнилл